# گاوماهی شنی
گاوماهی شنی (نام علمی: Pomatoschistus minutus) نام یک گونه از تیره گاوماهیان است.